# سياسة غواتيمالا

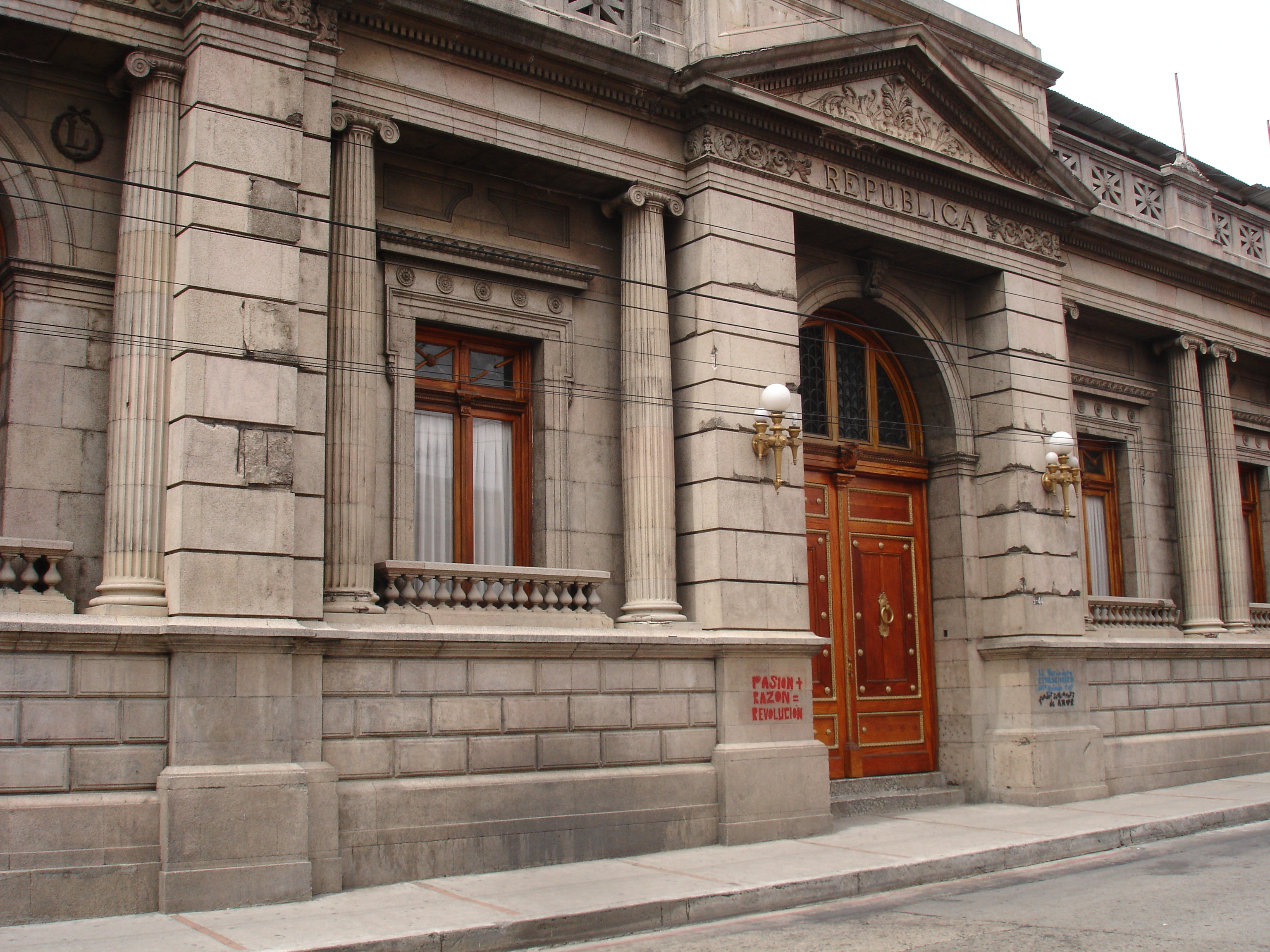
كونغرس جمهورية غواتيمالا

سياسة غواتيمالا تدور في فلك جمهورية ديمقراطية تمثيلية رئاسية، حيث رئيس غواتيمالا هو رأس الدولة ورئيس الحكومة، مع نظام متعدد الأحزاب. تمارس السلطة التنفيذية من طرف الحكومة، أما السلطة التشريعية فهي مشتركة بين الكونغرس والحكومة. السلطة القضائية مستقلة عن التشريعية والتنفيذية. غواتيمالا هي جمهورية دستورية. دستور غواتيمالا يضمن فصل السلط.
تسيطر أحزاب اليمين على الحياة السياسية. في 2013، فقط نائبين من أصل 158 نائبا و 5 عُمَدٍ من أصل 333 كانوا من اليسار.